# San Celestino
San Celestino Mártir, es un Santo de la Iglesia católica cuyo cuerpo es venerado en la Catedral de Barcelona en Venezuela.

"Durante el reinado del cruel Emperador Decio, vivían en Roma,San Saturnino y los Santos Celestino, Neópolo y Germán, Mártires, ocupados en obras de piedad cristiana, por cuyo motivo padecieron muchísimos trabajos acabando sus vidas en un oscuro calabozo por los años 250 de Jesucristo" (“Leyenda de Oro”, 273, del Tomo III”) Cura Párroco Pbro. Juan Miguel Lárez 1921.”

En el año de 1777, el Obispo de Puerto Rico, Manuel Jiménez Pérez, trajo sus restos desde Roma, estos fueron colocados en un relicario barroco y ubicados en una pequeña capilla en el ala izquierda de la iglesia en donde permanecen desde entonces.
Ya en el año de 1852, en su visita a la ciudad de Barcelona, el portugués Miguel Maria Lisboa,  más conocido como “Consejero Lisboa”, escribe en su "Relación de un viaje" sobre el Mártir:

“ Mas la gran curiosidad de la Iglesia Matriz de Barcelona es la Capilla de San Celestino, situada en la nave derecha (pues tiene tres naves), en el cual se halla el cuerpo del Santo, enviado desde Roma por el Papa Pio IV. En un magnifico nicho de madera esculpida y dorada con tanta perfección que, aun hoy, brilla si una sola mancha, a pesar de trascurridos más de cincuenta años, y por detrás de un cristal, está el esqueleto de San Celestino, sin vestigio alguno de carne, vestido solo con el uniforme de romano de la antigüedad, echado sobre el lado derecho, con la cabeza reclinada y apoyada sobre el brazo y la pierna izquierda sobre la derecha. El vestido y la espada que hoy tiene no son los que vinieron de Roma; me contaron que durante la guerra de la Independencia, en 1819, al entrar una vez los Patriotas en Barcelona, una División Inglesa al mando del Coronel Englisto, queriendo castigar al Santo por la protección que dispenso a los españoles, le despojo de su vestidura, que era de rico brocado, y de su espada, cuyo puño era de oro macizo……..me asegura el cura de la Iglesia que este era un esqueleto de los que se hallaron en las catacumbas de Roma con distintivos que pertenecían a Mártires de la Fe y que los Papas daban nombres arbitrarios y canonizaban…..a un lado de la capilla está encuadrado un retrato de Pio IV, con el siguiente letrero: Pio IV concedió a la iglesia de Barcelona esta reliquia con numerosas indulgencias, el cual Pio IV murió con 80 años en 1799”

El mártir San Celestino ha sido venerado desde entonces por los habitantes de Barcelona y el 8 de diciembre de 1777, llegó una Disposición Pontificia por la cual se reconocía al Mártir como el Patrono de la ciudad. Es junto a Nuestra Señora del Socorro de Barcelona, una de las más representativas devociones de la comunidad. Su fiesta se celebra actualmente el 15 de mayo.

## Relato de la traslación del Glorioso Cuerpo del Mártir San Celestino
Noticias del sagrado cuerpo del glorioso San Celestino Mártir, que por concesión de nuestro santísimo Padre Pío VI y donación del Ilustrísimo Señor Dr. Fr. Manuel Ximénez Pérez, Dignísimo Señor Obispo, se venera en esta Santa Iglesia Parroquial de Barcelona, capital del Estado Anzoátegui:

"No se contentó el gran amor de nuestro ilustrísimo prelado a esta ciudad y su Santa Iglesia Parroquial con haberla enriquecido con las imágenes y principales reliquias de los gloriosos mártires San Félix, San Teófilo y otras que pidió a nuestro Santísimo Padre Clemente XIV de gratísima memoria y al convento primado de la Sagrada Orden de Predicadores de la isla de Santo Domingo, las cuales se hallan colocadas en una cabeza y cinco manos artificiales y en dos tabernáculos en esta dicha Santa Iglesia y cuyas auténticas se hallan entre dicha cabezas y manos y en los dichos tabernáculos y en un cajoncito que se halla en el archivo de dicha iglesia, sino que también pidió al Padre Pío VI, y fue su Santidad servido de conceder el sagrado cuerpo del glorioso mártir San Celestino, sacado del cementerio de San Lorenzo en Roma, el cual dentro de una urna tan magnífica como esta a la vista fue conducido desde la Corte de Roma a la ciudad de Génova y de allí al pueblo de Cádiz, y de éste a la ciudad de Puerto Rico, en donde se mantuvo hasta que su Señoría Ilustrísima me escribió que dispusiera de la conducción del dicho sagrado cuerpo a esta ciudad, y habiendo yo participado al Ilustrísimo Cabildo de esta ciudad. 

Esta noticia, dispuso por su parte que fuese el Alférez Real Don Sebastián Vicente Bastardo a la dicha ciudad de Puerto Rico a conducir en una balandra y se apresuró a costear el viaje de Don José Ferrusola, patrón de la Real Compañía Catalana y yo, por parte del Clero nombré al Rvdo. Don Sebastián mayor de esta Iglesia, al mismo fin.
En efecto, se embarcaron el día 8 de octubre del año próximo pasado de mil setecientos setenta y siete y de retorno llegaron el día 8 del mes de diciembre del mismo año y se desembarcó el santo cuerpo el día nueve a las diez de la mañana, habiéndole hecho un digno recibimiento: con asistencia de las imágenes de los gloriosos mártires San Cristóbal y Santa Eulalia patronos de esta ciudad y todos los estandartes de la Cofradías, del Cabildo y Clero, y todos procesionalmente, esperaron en el puerto del Río, con arreglos al Ritual Romano, presidiendo yo revestido de capa y con asistencia de Diácono la procesión. Marcharon y saludaron con saludos de fuego los acompañantes al dicho sagrado cuerpo.
Al desembarcarlo, y al entrarlo en la Santa Iglesia, y desde que se presentó al Puerto del Río Neverí hasta estar en la Iglesia, no cesaron los disparos de pedreros, cámaras, cohetes y truenos.
En tarde del día nueve se le cantaron vísperas solemnes y en aquella noche se cantaron maitines con mucha solemnidad, y al laudes, se puso de manifiesto el Santísimo Sacramento, y duró esta función desde las siete de la noche hasta las nueve y media estando toda la Iglesia y Ermitas con más de quinientas luces, y habiendo asistido a esta tan solemne función el ilustre Cabildo y todas las personas distinguidas y del pueblo, y entre aquellas un gran concurso de mujeres, todos con gran compostura y devoción.

El día siguiente se hizo una fiesta en dicha Iglesia, con asistencia de innumerables concurso, y se continuaron por ocho días más a petición de los fieles habiendo hecho las primeras fiestas, en el fondo de la Iglesia, la segunda yo, la tercera el Clero, la cuarta el ilustre Cabildeo; la quinta Don Pedro y Don Antonio Hernández, la sexta Don Sancho A. Hernández, la séptima Don José Ferrusola, la octava Don José Freytes y Don Antonio Alcalá, y la última Doña Celerina Antonia de Castro de Martínez y Campos.
El día 11 de dicho mes llegaron muchas personas distinguidas de Cumaná, que vinieron a visitar el sagrado cuerpo de San Celestino, y entre ellas Don Antonio de Alcalá y Don José Roca, quienes contribuyeron a dar esplendor a los actos y manifestaron mucha devoción, en los días siguientes llegaron innumerables Señores y Señoras de Cumaná, Margarita, Cumanacoa, Provincia de Caracas y todas las Indias e Indios de los pueblos vecinos vinieron a visitar el santo cuerpo de San Celestino.
El Ilustre Cabildo cedió por Patrono de esta Ciudad, en tercer lugar, al glorioso San Celestino Mártir y se obligó hacer todos los años el día cuatro de mayo una fiesta solemne en honor a San Celestino y el Clero se obligo a otra en el día de Don José Ferrusola el día cinco de mayo.

Incluyendo el precio de la magnífica urna, adornos, transporte desde Roma, se gastaron setecientos cincuenta pesos, para el pago de los cuales contribuyó el Ilustrísimo Señor Obispo con cien pesos y la diferencia que había pagado en Cadiz Don Juan Antonio Ximénez, pedí una limosna, autorizada por la ilustrísima y para que conste en lo venidero quienes fueron los devotos y devotas que las dieron y que cantidad dio cada uno, quiero poner en este libro un apunte individual." (A este punto sigue una larga lista de oferentes especificando las limosnas).(Libro B,“Noticias Historiales de la Nueva Barcelona”,Anales eclesiásticos de Barcelona,1777),Padre Don Fernando del Bastardo y Loayza

## Obras inspiradas en San Celestino

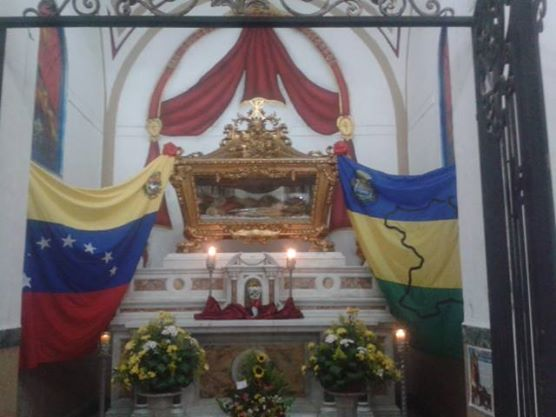
Urna barroca donde reposan los restos del Mártir San Celestino en Venezuela.

Mons. Dr.Constantino Maradei Donato, Tercer Obispo de Barcelona, compuso el Himno en honor al Santo Mártir:

    Himno a San Celestino:

Coro:

Celestino es el Mártir Invicto,

que mi tierra venera con Fe.

El sigue los senderos de Cristo 

y el Amor fue su Escudo y su Ley.

I

Entonemos un himno de gloria,

 al Apóstol Soldado Inmortal,

Que en su frente ciño la victoria, 

abrazándose al Cristo eternal.

 II
 
Nuestra Fe se alzara en compromiso,

 de justicia, honradez y amor,

Pues juramos un día en el Bautismo,

Ser soldados del Pueblo de Dios.

 III

Barcelona al seguir sus pisadas,

Se recoge en filial devoción,

Y se postra en su tumba sagrada,

Y en su canto le da el corazón.

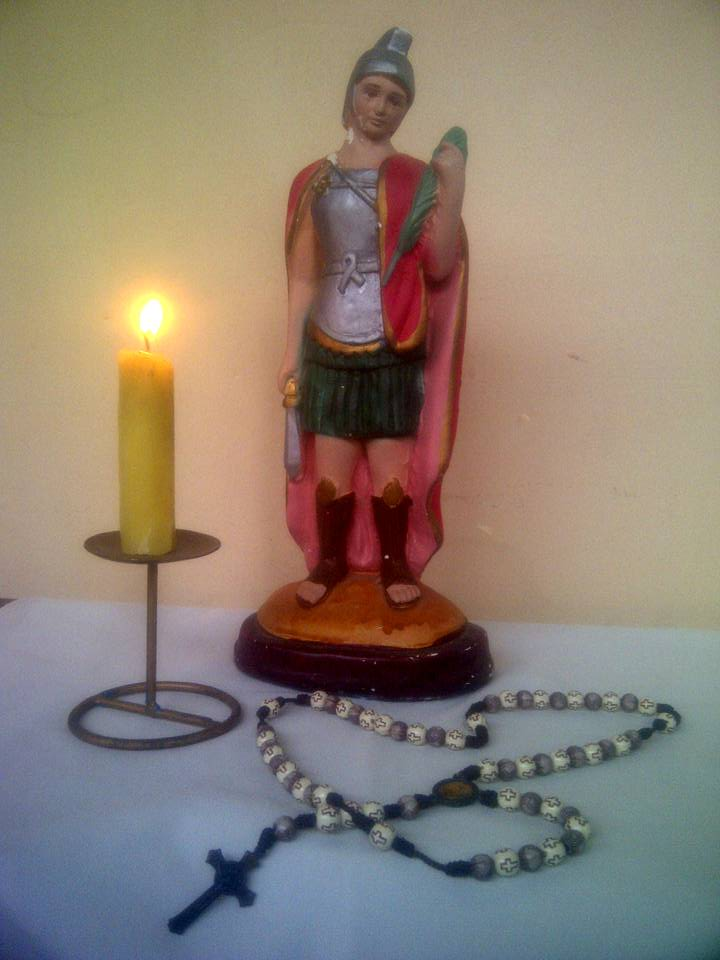
Imagen del Santo, venerada en casa de una devota barcelonesa

Una obra popular también se creó inspirada en el Legionario confesor de la fe cristiana:

El caminante:
(Aguinaldo Oriental Venezolano)

Si Dios me quita la vida

sin decirle a nadie

de mi devoción

préndanle una vela al santo

que es San Celestino,

el santo varón.

Somos caminantes

que en busca del bien

vamos caminando

con rumbo a Belén.

Caminemos todos,

vamos a adorar

al niño bendito

que ha nacido ya.

Si mi vida muere

en este camino,

llévenme a la tierra

de San Celestino.

Préndanle una vela

al santo varón

y digan que he muerto

con su devoción.

## Oración a San Celestino
!Oh¡ Glorioso Mártir San Celestino,

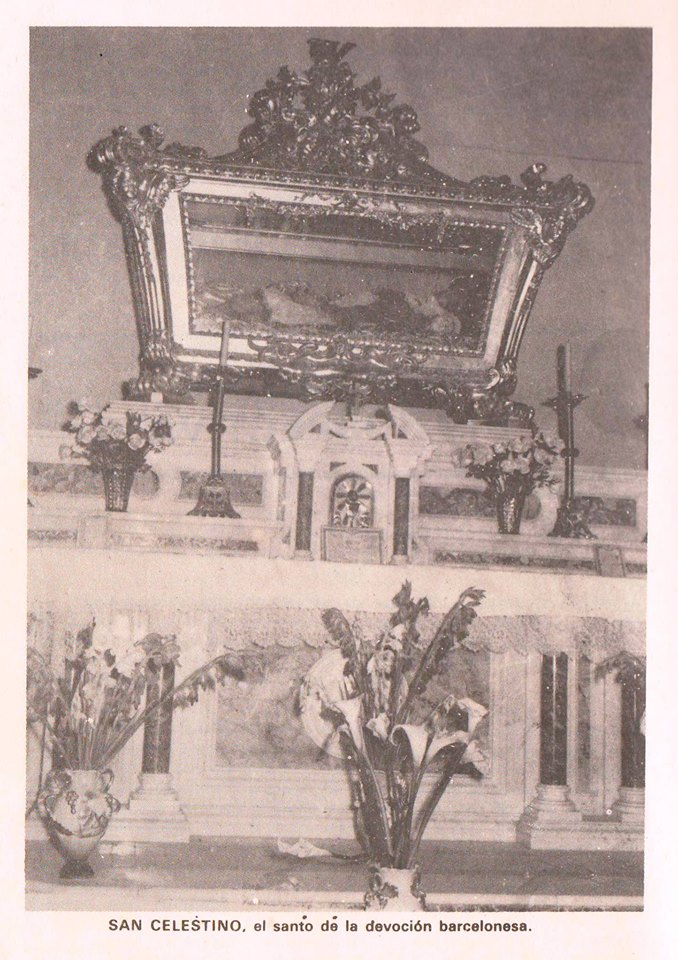
Fotografía antigua, anterior a las reformas litúrgicas de Concilio Vaticano I y II

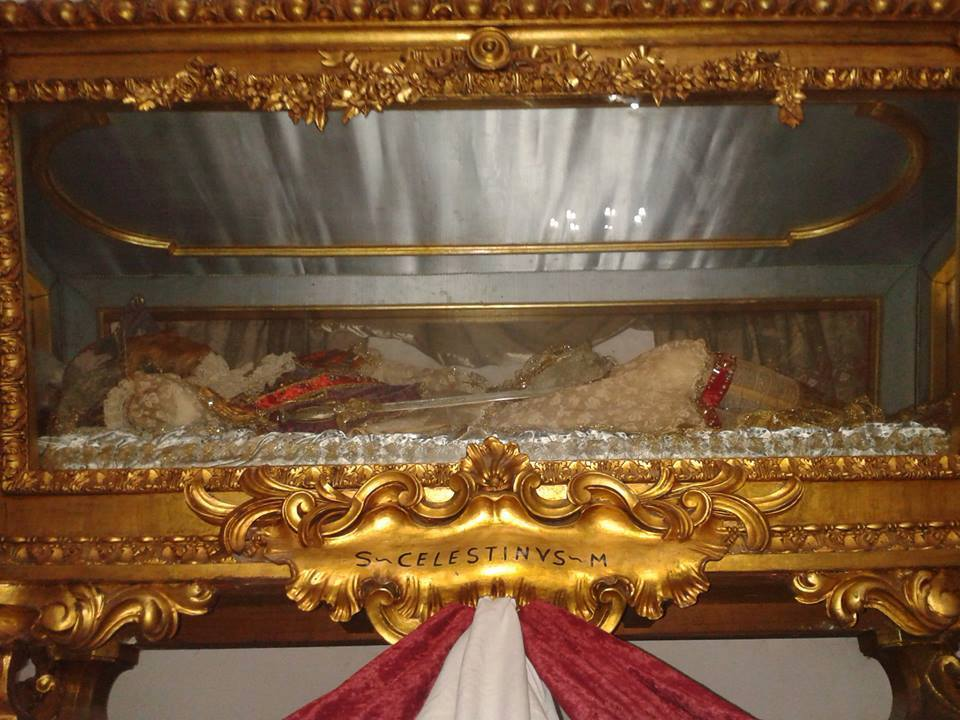
Restos mortales de San Celestino Mártir, Tercer Patrono de Barcelona

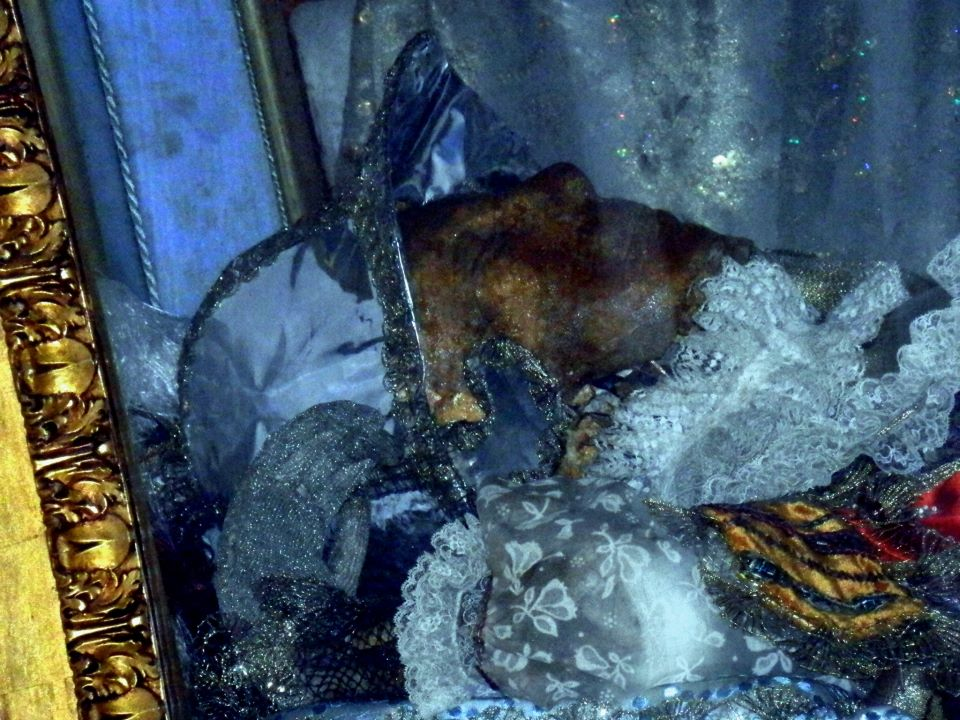
San Celestino Mártir, Patrono de Barcelona, detalle del cuerposanto

cuyo sagrado cuerpo tenemos la dicha de poseer entre nosotros, 

con la mayor fe y devoción,veneramos tan insigne reliquia 

y humildes te pedimos el favor de tu poderosa intercesión.

Tu fuiste grato a Dios por tu piedad y tus buenas obras

de cristiano resplandecieron delante de los hombres, 

para glorificar al Señor Jesús con tu sangre en los
 
tormentos del cruel martirio.

Alcánzanos ante todo la gracia de prosperar

siempre con perfecta integridad la doctrina de Cristo
 
y practicar las obras que ella prescribe por arduas que sean,
 
venciendo todos los obstáculos y superando las violencias que el mundo,
 
el demonio y nuestras propias pasiones puedan oponernos.

Dígnate así favorecer en lo espiritual y temporal a esta ciudad
 
y comarca que tiene la suerte de custodiar tan precioso tesoro y
 
la cual fía en la salvaguarda de excelso patrocinio.

Atiende particularmente !Oh Glorioso San Celestino¡ a la necesidad que

te encomendamos a fin de que remedies nuestras indigencias de cuerpo
 
y alma y que podamos vivir con sosiego y tributar en la alegría de 

conciencia nuestras alabanzas al Padre Celestial.Amen.